# Marcus Whitman

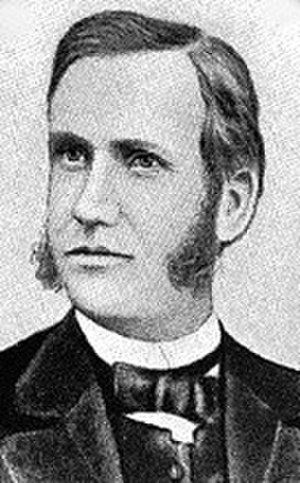
Marcus Whitman

Marcus Whitman (* 4. September 1802; † 29. November 1847) war ein US-amerikanischer Arzt und Missionar, der besonders im Oregon Country tätig war. Berühmt ist er dafür, dass er einen ersten großen Treck über den Oregon Trail führte und damit diesen Weg zu einem der wichtigsten Siedlungsstrecken im von weißen Siedlern unerschlossenen Westen des nordamerikanischen Kontinents machte. Marcus Whitman kam im Whitman-Massaker ums Leben.

## Leben
Whitmans Vater starb, als er erst sieben Jahre alt war. Er wurde daraufhin von seinem Onkel erzogen. Sein Wunsch war es eigentlich, Theologe zu werden. Ihm fehlten jedoch die Mittel für dieses zeitaufwendige Studium. Er widmete sich stattdessen dem Medizinstudium, das damals nur zwei Jahre andauerte, bewarb sich jedoch im Anschluss an das Studium bei einem evangelischen Missionswerk. 1835 reiste er mit dem Missionar Samuel Parker in das nordwestliche Gebiet des heutigen US-Bundesstaates Montana und nach Idaho, um dort unter den Indianerstämmen zu missionieren. Zwei Jahre später heiratete er Narcissa Prentiss, eine Lehrerin für Physik und Chemie. Narcissa Prentiss hatte sich gleichfalls gewünscht, als Missionarin in den Westen des Landes zu reisen. Allein sah sie sich bislang jedoch nicht in der Lage, das in die Tat umzusetzen.
1836 schloss sich das Ehepaar einigen Pelzhändlern sowie anderen Missionaren, darunter Henry H. Spalding an, um nach Westen zu reisen. Auf dem Weg dorthin gründeten sie eine Reihe von Missionen und ließen sich selber nahe dem heutigen Walla Walla nieder. Die Mission lag damit im Siedlungsgebiet der Cayuse- und der Nez-Percé-Indianer. Marcus Whitman widmete sich der Farmarbeit, während Narcissa Whitman eine Schule für indianische Kinder gründete. 1843 reiste Whitman nach Osten und führte auf dem Rückweg einen großen Treck von Planwagen in das Gebiet. Mit dieser Tat, die den Oregon Trail begründete, bewies er, dass es eine verhältnismäßig einfach zu bereisende Route in den Westen des nordamerikanischen Kontinents gab.
Die in der Folge ankommenden Siedler brachten auch eine Reihe von Krankheiten mit, gegen die die lokalen Indianervölker nicht immun waren. Dies führte zu einer Masernepidemie, die unter den Indianern eine große Anzahl von Todesfällen zur Folge hatte. Die Indianer, die in ihrer kulturellen Tradition ihre Medizinmänner und Schamanen für den Tod des Patienten verantwortlich machten, reagierten auf diese Epidemie mit zunehmenden Feindseligkeiten. Der kanadische Maler Paul Kane besuchte im Laufe des Jahres 1847 die Mission und notierte in seinem Tagebuch die angespannte Situation zwischen den Indianern und den Siedlern. Eine Reihe weiterer Vorkommnisse führten letztlich zu einem Überfall der Indianer auf die Missionsstation der Whitmans, der in die Geschichte als Whitman-Massaker eingegangen ist. In diesem Massaker kamen neben Marcus Whitman und seiner Frau zwölf weitere weiße Siedler ums Leben. 54 Frauen und Kinder wurden als Geiseln genommen. Dank des Verhandlungserfolges des Angestellten der Hudson’s Bay Company Peter Skene Ogden kamen diese am Ende frei.
An das Ehepaar Whitman erinnern das Whitman College und der Landkreis Whitman County im US-Bundesstaat Washington.